# 氧钼矿
氧钼矿（英语：Tugarinovite），又译作秋格瑞诺夫矿，是一种稀有的氧化钼矿物，分子式为MoO2。它作为与缺硫还原环境中的交代作用相关的主要矿物相出现。在模式产地，它与晶质铀矿、辉钼矿、方铅矿、锆石和钼铅矿一起出现。
氧钼矿首次被描述为产于俄罗斯远东地区阿穆尔州的连斯科耶钼铀矿床德一种矿物。它以莫斯科韦尔纳德斯基研究所的地球化学家阿列克谢·伊万诺维奇·图加里诺夫的名字命名。除了其模式产地俄罗斯外，墨西哥奇瓦瓦州的阿颜德陨石、日本琉球群岛和捷克波希米亚也有报道称其存在。